# Emmanuel Olapade
Emmanuel Olufemi Olapade (1999) è un lottatore canadese, specializzato nella lotta libera.

## Biografia
Ai campionati panamericani di Acapulco 2022 ha ottenuto il titolo continentale, vincendo il torneo di lotta libera 70 kg, precedendo sul podio il brasiliano Vinícius da Silva e il messicano Alexis Olvera.

## Palmarès
| Anno | Manifestazione          | Sede     | Evento | Risultato | Note |
| ---- | ----------------------- | -------- | ------ | --------- | ---- |
| 2022 | Campionati panamericani | Acapulco | 70 kg  | Oro       |      |

## Altre competizioni internazionali
2002
- Bronzo nei 70 kg nel Grand Prix of Spain ( Madrid)
- Argento nei 70 kg nel Canada Cup ( Summerside)